# 梅塔足球俱樂部
梅塔足球俱樂部是拉脫維亞里加的一家职业足球俱樂部。俱乐部參加拉脫維亞超級足球聯賽的賽事。自2018年6月起，球队的主场为里加道加瓦体育场。

## 历史
俱乐部在2006年5月2日正式成立。
2007年，球队与拉脱维亚大学合并，更名为梅塔/拉脱维亚大学足球俱乐部（FK Metta/Latvijas Universitāte）并参加拉脱维亚甲级足球联赛。
2011年，球队夺得甲级联赛冠军，晋级到拉脫維亞超級足球聯賽。
2018年，球队名称恢复为梅塔足球俱乐部。